# ДШРГ «Ратибор»
ДШРГ «Ратибор» (абр. від диверсійно-штурмова розвідувальна група) — незаконне збройне формування у складі батальйону «Бетмен» ЛНР, що брало участь у бойових діях у війні на сході України. Формування створене з російських неонацистів і монархістів. Створене у 2014 році як рота «Корнилівці».

## Історія
Рота «Корнилівці» названа на честь Корніловського ударного полку, російського військового формування білогвардійців часів громадянської війни. До складу роти увійшли російські монархісти і неонацисти. Згідно проросійських джерел, рота була частиною Російського ударного добровольчого корпусу Новоросії (РУДКН).
У травні 2014 року «Ратибор», командир угрупування, разом з кількома росіянами, перетнувши російсько-український кордон у Міллеровому, прибув до Станиці Луганської. Рота брала участь у боях за Металіст разом з батальйоном «Заря», де тримала позиції біля РЛС.
Восени 2014 рота «Корнилівці» була перейменована у ДШРГ «Ратибор».
31 січня 2015 року у боях за Дебальцеве мінометною міною було розбито загін ДШРГ «Ратибор», батальйону «Лєший». Загинуло 17-24 осіб. В іншому епізоді боїв український танк накрив вночі групу з трьох бойовиків біля розведеного багаття.
24 серпня 2015 року під Станицею Луганською була ліквідована диверсійно-розвідувальна група зі складу «Ратибора»[джерело?] під керівництвом «Ворона». Із семи чоловік загинуло 6, включно з командиром групи: «Ворон», «109-й», «Угольок», «Малой», «Тихий», «Че Гевара», четверо з яких були росіяни, двоє — громадяни України.
20 лютого 2017 року на міні підірвався бойовик ДШРГ «Ратибор» Сергій Звєрьков «Звєрь» з Москви.

## Командування
- Позивний «Ратибор»[15]